# Frederike van Uildriks
Frederica Johanna Frederike  van Uildriks (* 31. Mai 1854 in Groningen; † 7. Dezember 1919 in Gorssel) war eine niederländische Lehrerin, Schriftstellerin, Feministin und Naturforscherin.

## Leben

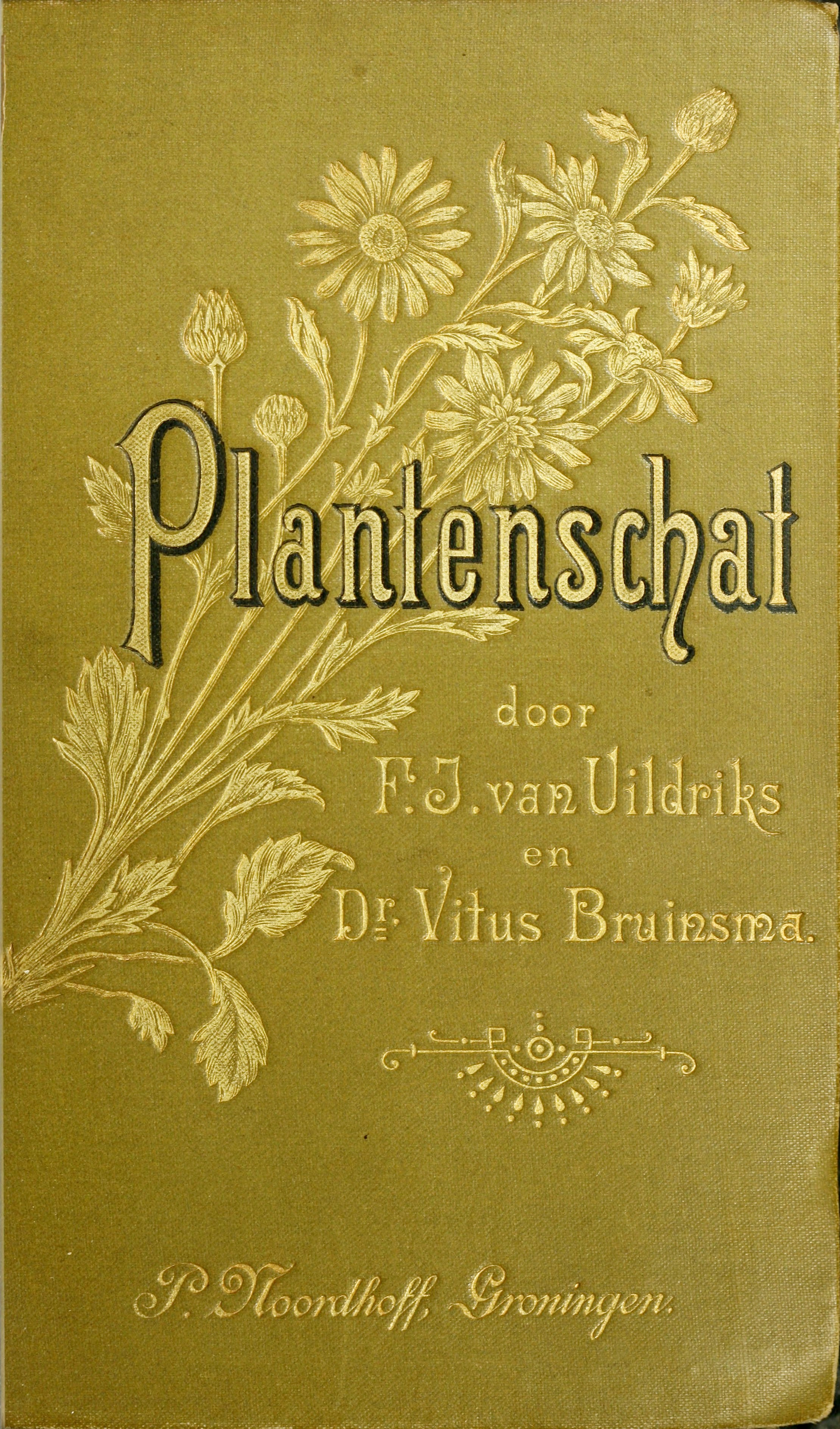
Plantenschat

Frederike van Uildriks wurde am 31. Mai 1854 in Groningen als Tochter des Rechtsanwalts und Gemeindesekretärs Jozua Wientjes van Uildriks (1827–1869) und der Sara Maria van de Moer (1828–1894) geboren. Ab 1891 lebte Frederike van Uildriks bei Vitus Bruinsma (1850–1916), einem Lehrer für Naturwissenschaften.
Sie war die älteste Tochter einer wohlhabenden protestantischen Familie mit großem Interesse an Kultur. Ihr Vater genoss als Gemeindesekretär der Stadt Groningen hohes Ansehen. Nach seinem Tod im Jahr 1869 wurde das Uildriks-Haus zu einem Frauenhaushalt, denn Frederike van Uildriks hatte drei Schwestern. Sie besuchte die „Stad Fransche Dag- en Kostschool voor Jonge Jufvrouwen“, ein von einer Frau Cramer geleitetes Internat und arbeitete auch an ihrem Zertifikat für die Assistenzlehrerin für Grundschulbildung. Durch Selbststudium erwarb sie außerdem die ersten Zertifikate in Deutsch und Französisch sowie die sekundären Zertifikate in niederländischer Sprache und Literatur und Englisch.
Frederike van Uildriks arbeitete kurze Zeit als Lehrerin in Nijmegen und wurde 1876 Hilfslehrerin an der öffentlichen Mädchenschule in der Oude Boteringestraat in Groningen. Zu jener Zeit führte sie auch bis 1910 ein Tagebuch, in dem häufig die Abkürzung „O“ auftauchte, eine Anspielung auf Jacques Oppenheim, einen Cousin von Aletta Jacobs, in den sie verliebt war, der sie aber wegen seiner jüdischen Herkunft nicht heiraten durfte. Die Lehrbefugnis für die Grundschule erhielt sie 1878, danach wurde sie Französischlehrerin am städtischen Mädchengymnasium in Groningen. Sie war Mitglied des Leesmuseum und der Natuurkundig en Scheikundig Genootschap Physica (dt. Physikalische und Chemische Gesellschaft Physica) und hörte Vorlesungen an der Universität Groningen.
Ab 1879 war van Uildriks Mitglied der Vereeniging voor Leeraren bij Inrichtingen voor Middelbaar Onderwijs (VLMO) (dt. Verband für Lehrer an weiterführenden Schulen) und freundete sich mit dem friesischen Sozialisten und Naturwissenschaftslehrer Vitus Jacobus Bruinsma und seiner Frau an. In der Zeit begann sie zu schreiben. Sie veröffentlichte 1880 in der Zeitung  Nieuwe Groninger Courant unter dem Titel Dessert Zitate von Autoren, die sie mit „Eric Daref“, einem Anagramm ihres Vornamens, zeichnete. Danach veröffentlichte sie unter dem Titel Wimpeltjes im Provincial Groninger Courant, diesmal unter dem Pseudonym „Feci Errad“; eine Auswahl dieser Texte wurde im Jahr 1882 unter ihrem eigenen Namen in dem gleichnamigen Buch Wimpeltjes veröffentlicht. Ab 1881 war sie auch journalistisch tätig und veröffentlichte Meinungsbeiträge zur Stellung der Frau, zur Rolle der Kirche und zu gesellschaftlichen Themen.
Gleichzeitig setzte Frederike van Uildriks ihr Studium fort. Ihren Abschluss in Geografie machte sie 1883. Sie zog 1886 nach Amsterdam, um an der Sonderoberschule für Mädchen als Geographie- und Geschichtslehrerin zu arbeiten. Zunächst hatte sie ein eigenes Zimmer, zog jedoch 1889 zu ihrer Mutter und ihrer Schwester, später zogen die drei Frauen nach Hilversum. Im Selbststudium erlangte sie ein Zweitdiplom in Geschichte. Sie war 1890 Mitgründerin des Vereins Leeskunst, einem Leseclub, der Kunst und Lesen förderte. Zudem trat sie der Vrije Vrouwenvereeniging (VVV) (dt. Freier Frauenverein) von Wilhelmina Drucker bei. Auch war sie an der Gründung der Zeitschrift De Vrouw beteiligt.
Nachdem sich Vitus Bruinsma von seiner Frau hatte scheiden lassen, begann Van Uildriks 1891 eine Beziehung mit ihm. Sie zogen nach Gorredijk. Da sie mit Problemen aufgrund ihrer „freie Ehe“ rechneten, hatten beide ihre Lehrtätigkeit aufgegeben. Sie entzweite sich dadurch von ihrer Mutter und hatte auch Streit mit Freunden. Ihren Lebensunterhalt musste sie nun mit dem Schreiben bestreiten. Sie veröffentlichte in mehr als vierzig Zeitschriften, hauptsächlich zu naturwissenschaftlichen und ethnologischen Themen. Für De Aarde en haar Volkenblad war sie zunächst als Übersetzerin tätig, später redigierte und schrieb sie auch für dieses Magazin. Darüber hinaus veröffentlichte sie Bücher für ein breites Publikum über Kultur und Natur.
Van Uildriks und Bruinsma zogen 1896 nach Lochem, wo sie isoliert lebten. Zusammen schrieben sie dort unter anderem Vlinderwereld (1899) und Plantenschat (1902). Zudem veröffentlichte van Uildriks 18 Bücher und Übersetzungen, darunter die Kinderbücher Een kijkje in ‘t gezin van dokter Felhors (1899) und Gonda van Overduin (1899).
Charakteristisch für Frederike van Uildriks und Bruinsma war, dass sie ihrem Haus im Jahr 1900 den Namen „Labor vincit“ gaben. Im Jahr 1900 begannen sie, an der Adaption von Het leven der planten (dt. Das Leben der Pflanzen) von Anton Kerner von Marilaun zu arbeiten, die 1902 von Schillemans & Van Belkum veröffentlicht wurde. Zwar war Van Uildriks für mindestens die Hälfte des Werks verantwortlich, jedoch sind die vier Teile unter Bruinsmas Namen erschienen. Im NRC Handelsblad wurde von 1902 bis 1910 alle zwei Wochen eine „Naturserie“ van Uildriks' veröffentlicht. In diesen Jahren schrieb sie auch für andere Zeitschriften über die Natur. Daraus entstanden Buchveröffentlichungen wie Natuurindruk (1903) und Van den hak op den tak (1912).
Vitus Bruinsma musste 1908 ins Krankenhaus und das Paar nahm so wieder mehr Kontakt zur Außenwelt auf. Van Uildriks besuchte Musikabende und unternahm mit anderen Frauen Radtouren. In der örtlichen Zweigstelle der Vereeniging voor Vrouwenkiesrecht (dt.: Vereinigung für das Frauenwahlrecht) wurde sie 1910 Vorstandsmitglied. Zu dieser Zeit veröffentlichte sie auch auf Friesisch. Als Vitus Bruinsma 1916 starb, versuchte Frederike van Uildriks diesen großen Verlust schriftlich zu verarbeiten. Im Mai 1919 musste sie in das Sanatorium De Oldenhof in Gorssel eingeliefert werden. Dort starb sie am 12. Juli 1919.